# Атанас Буров
Атанас Димитров Буров е известен български финансист, филантроп, дипломат и политик от Народната партия, а по-късно на умереното крило на Демократическия сговор. Той е министър на търговията, промишлеността и труда (1913, 1919 – 1920) и на външните работи и изповеданията (1926 – 1931).
Смятан е за една от най-влиятелните личности в българския политически живот през първата половина на XX век, а заради политическите си речи и въвеждането на модерни за времето си европейски практики на българска почва е наричан „идеолог на българската буржоазия“.

## Произход
Бъдещият политик се ражда като второ дете в семейството на Димитър Атанасов Буров и съпругата му Кинка, по баща Поптодорова. Майката на баща му, Стана Бурова, по баща Михайловска, е сестра на изтъкнатия възрожденски деец, борец за църковна независимост и Търновски митрополит Иларион Макариополски, чийто род произхожда от преселенеца Андроник от Грузия. Негов близък родственик, братовчед на баща му, е известният български писател и общественик Стоян Михайловски.
По-голям брат на Атанас е видният банкер и един от първите археолози в България Иван Буров.

## Биография
Атанас Буров е роден в Горна Оряховица на 12 февруари (31 януари стар стил) 1875 година.
Учи в родния си град и в Априловската гимназия в Габрово, откъдето е изключен, заради организирана от социалистите стачка. Взема изпитите си за матура като частен ученик с много добри оценки, което му позволява да продължи по-нататъшното си образование в престижни висши учебни заведения в чужбина. Завършва политически и финансови науки в Сорбоната в Париж.
След завръщането си в България ръководи строителството на железопътната линия София – Кюстендил и участва в управлението на редица предприятия – минното Българско акционерно дружество „Бъдеще“, Българска търговска банка, Застрахователно дружество „България“, Акционерно дружество „Бяло море“ и други.
Атанас Буров получава титлата професор в Свободния университет за политически и стопански науки (днес УНСС), а за заслугите си за развитието на университета по-късно е обявен и за „Почетен деятел на Свободния университет“.
Още в ранна възраст Буров се включва в дейността на Народната партия и от 1899 година многократно е избиран за народен представител, а в периода 1911 – 1912 година е подпредседател на Народното събрание.
След обявяването на Балканската война през 1912 г. крупният предприемач и банкер ускорено завършва Школата за запасни офицери и е единственият действащ депутат, записал се доброволец за фронта. При Чаталджа поручик Буров повежда атака „на нож“ и на косъм се разминава с фаталния случай, когато един турски куршум се забива в металната му запалка в горния джоб. Впоследствие награден с Орден за храброст. През декември се уволнява и отново поема функциите си на депутат и подпреседател на НС.
През 1913 година е назначен за министър на търговията, промишлеността и труда в правителството на Стоян Данев. През 1919 – 1920 година оглавява същото министерство в кабинета на Александър Стамболийски. При следващото правителство на Стамболийски през 1923 г. Буров е обвинен от Народното събрание, че е изменил на отечеството с това, че е продължил Междусъюзническата война.
След Деветоюнския преврат през 1923 година Буров се включва в Демократическия сговор и, наред с Андрей Ляпчев, оглавява неговото умерено крило. Той е министър на външните работи и изповеданията в трите правителства на Ляпчев (1926 – 1931).
По време на Втората световна война Атанас Буров е противник на съюза с Германия и на 2 септември 1944 година става министър без портфейл в правителството на Константин Муравиев, образувано като последен опит да се предотврати нападението на Съветския съюз срещу България.
След Деветосептемврийския преврат Буров е осъден на една година затвор от т.нар. Народен съд. Помилван и освободен в навечерието на изборите през 1945 година, той се присъединява към опозицията срещу правителството на ОФ. През 1947 година се обявява срещу смъртната присъда на Никола Петков. На 25 октомври е интерниран в Дряново, през 1949 година е изпратен в концентрационния лагер край Дулово. През 1950 година е арестуван и на 13 ноември 1952 година е осъден на 20 години затвор, след като е признат за виновен по три обвинения – че е работил за „събарянето и отслабването“ на правителството, че през 1946 година е обещавал създаването на чужда военна база във Варна и че е подбуждал „други държави и обществени групи в чужбина“ към враждебни действия срещу България. Излежава присъдата си в Шуменския и Пазарджишкия затвор. Присъдата е отменена с Решение №172 на Върховния съд от 1996 година.
Атанас Буров умира на 15 май 1954 година в затвора в Пазарджик.
| „ | Според смъртния акт Атанас Буров е починал на 15 май 1954 г., в Пазарджишкия затвор. Когато получават известието, жена му и дъщеря му заминават за Пазарджик. Отиват на гробищата, разпитват и научават, че в края на арменските гробища са погребани затворници. Там намират пресен гроб. Слагат кръст с името му и цветя. Възрастен свещеник се трогва от мъката им, събира кураж и прочита заупокойна молитва. На другия ден отиват да си вземат сбогом: съпругата – с единствения мъж, когото е обичала цял живот, дъщерята – със своя баща, когото цял живот ще носи в сърцето си. Намират мястото изравнено с булдозер и трамбовано. Няма кръст. Няма цветя. Нямат сили дори да заплачат. | “ |
| из „Атанас Буров. Живот за България“, книга написана от Жоро Цветков по документи и спомени на роднини, изд. на БАН, София, 1992, ISBN 954–430–164–Х, с. 193 – 194 | |   |

## Семейство
През 1912 г., на прием в двореца по повод честването на 18-годишнината на престолонаследника Борис, Атанас Буров се среща за пръв път със 17-годишната Смарайда Салабашева, дъщеря на полк. Стефан Салабашев и Венка Карагьозова – Салабашева и внучка на търновския фабрикант Стефан Карагьозов. Няколко месеца по-късно се сгодява за нея, а през 1913 г. сключват брак. През 1915 г. се ражда синът му Стефан (1915 – 1980), а през 1917 г. и дъщеря му Недялка (1917 – 1991) г.
Съдбата на децата през годините:
През 60-те години на XX век децата му успяват да напуснат страната с помощта на френския премиер Жан-Жак Делмаз, съратник на генерал дьо Гол и един от ръководителите на френската съпротива срещу нацистката окупация на Франция. Самият Делмаз е бил преследван от Гестапо и намерил укритие във вилата на Атанас Буров във Варна.
През 1983 година, когато арменските гробища край Пазарджик са закрити, дъщеря му Недялка пренася това, което е останало от тленните му останки, в София и ги погребва в гроба на майка си.
- Стефан и съпругата му Цветанка имат дъщеря Елена Бурова – Младжова, която живее в Сан Франциско.[9][10].
- Недялка се омъжва първоначално за Иван Михайлов, но впоследствие се развежда и се омъжва за Димитър Велев. Има дъщеря, Магдалена Каблешкова, омъжена за потомък на един от родствениците на Тодор Каблешков[9][10][11][12] и живее в Шотландия.[9][10].

## Памет
През 2000 г. Буров е обявен за почетен гражданин на Горна Оряховица.
В края на 2011 г. в градинката пред Народния театър „Иван Вазов“ официално е открит паметник на Буров. Той е изграден с лични средства на банкера Цветан Василев. Паметникът е дело на скулптора проф. Емил Попов и архитекта Петър Стрясков. Създаден е по инициатива на председателя на фондация „Достойни българи“ – Илия Георгиев.
На негово име е кръстен площад във Варна.